# لیزبیرت
لیزبیرت (به ترکی آذربایجانی: Lizbirt) یکی از روستاهای جمهوری آذربایجان است که از توابع جمهوری خودمختار نخجوان است.